# Harold Ramírez

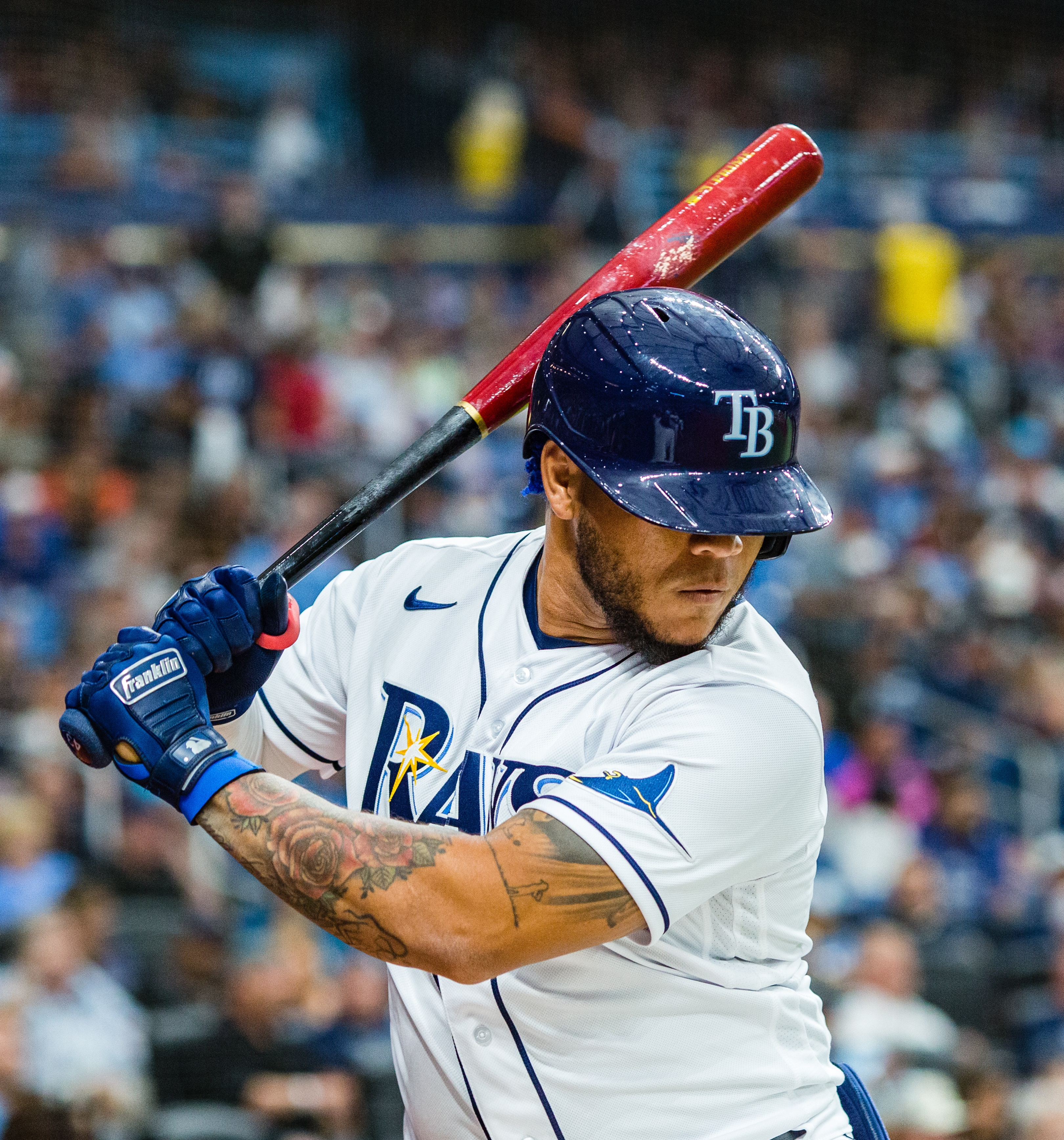
Ramírez con Tampa Bay Rays

Harold Andrés Ramírez (Cartagena de Indias, 6 de septiembre de 1996) es un beisbolista colombiano que juega como jardinero en los nacionales de Washington

## Carrera en la MLB

### Piratas de Pittsburgh (ligas menores)
El 6 de julio de 2012 comenzó temporada con Pittsburgh Pirates en Ligas Menores hasta 2015, acumulando 239 juegos donde anotó 134 carreras, 279 hits, 11 jonrones y 123 carreras impulsadas, finalizó el 2015 en Venados de Mazatlán disputando 15 juegos, anotó 7 carreras, 13 hits, 1 jonrón y 5 carreras impulsadas. En 2016 regresó a Pittsburgh Pirates disputando 98 juegos, anotó 58 carreras, 116 hits, 2 jonrones y 49 carreras impulsadas con promedio de bateo .306 AVG.

### Azulejos de Toronto (ligas menores)
El 3 de agosto de 2016 pasó al Toronto Blue Jays disputando solo 1 juego en Doble A donde anotó 2 carreras, 3 hits, 1 doble y una carrera impulsada, así continuó hasta el 2018 en Ligas menores asignado al New Hampshire Fisher Cats. El 12 de octubre de 2018 debutó con Leones de Caracas en la Liga Venezolana de Béisbol Profesional.

### Marlins de Miami
El 25 de noviembre de 2018 firma como agente libre con los Marlins de Miami, en Triple A se destaca con el equipo New Orleans Baby Cakes con el que promedia .355 a la ofensiva en el 2019 con apenas 31 juegos, esto lo hace merecedor de ser llamado al equipo principal debutando el 11 de mayo de ese mismo año, termina jugando 119 partidos con promedio de .276 con 11 jonrones y 50 impulsadas.
En el 2020 debido a la pandemia del Covid-19 se ve reducida la temporada a 60 juegos, Harold actúa en tres juegos porque después de salir positivo para el coronavirus iniciando la temporada sale lesionado el cinco de septiembre por el resto de la temporada.

### Indios de Cleveland
En febrero de 2021 Ramírez fue puesto en asignación por los Marlins y reclamado por los Indios de Cleveland.
Harold fue incluido en el taxi squad para la serie fuera de Cleveland ante Medias Blancas de Chicago y Reales de Kansas City. El 3 de mayo por lesión de Jordan Luplow es llamado a remplazarlo en el juego ante los Reales.
El 19 de noviembre de 2021, Cleveland coloca en asignación a Harold.

### Cachorros de Chicago
El 22 de noviembre Chicago adquiere a Ramírez por consideraciones económicas a Cleveland.

### Mantarrayas de Tampa Bay
El 15 de marzo de 2022 Harold es cambiado de Chicago a Tampa Bay por el infielder Esteban Quiroz.
Tampa Bay libera a Harold el 13 de junio de 2024 tras ser puesto en asignación.

### Nacionales de Washington
Nacionales firma a Harold con contrato de liga menor el 15 de junio.Nacionales liberan incondicionalmente a Harold.

### Bravos de Atlanta
El 23 de agosto de 2024 los Bravos firman con un contrato de liga menor a Ramírez.Harold se declara agente libre después de terminada la temporada.

## Números usados en las Grandes Ligas
- 47 Miami Marlins (2019-2020)
- 40 Cleveland Indians (2021)
- 10 Cleveland Indians (2021)
- 43 Tampa Bay Rays (2022-2024)
- 43 Washington Nationals (2024)

## Estadísticas de bateo en Grandes Ligas
Datos estadísticos en Grandes Ligas.
| Año   | Equipo               | Liga | Juegos | VB   | C   | Hits | HR | CI  | BA   |
| ----- | -------------------- | ---- | ------ | ---- | --- | ---- | -- | --- | ---- |
| 2019  | Miami Marlins        | NL   | 119    | 421  | 54  | 116  | 11 | 50  | .276 |
| 2020  | Miami Marlins        | NL   | 3      | 10   | 2   | 2    | 0  | 1   | .200 |
| 2021  | Cleveland Indians    | AL   | 99     | 339  | 33  | 91   | 7  | 41  | .268 |
| 2022  | Tampa Bay Rays       | AL   | 120    | 403  | 46  | 121  | 6  | 58  | .300 |
| 2023  | Tampa Bay Rays       | AL   | 122    | 400  | 58  | 125  | 12 | 68  | .313 |
| 2024  | Tampa Bay Rays       | AL   | 48     | 164  | 21  | 44   | 1  | 13  | .268 |
| 2024  | Washington Nationals | NL   | 25     | 74   | 7   | 18   | 1  | 16  | .243 |
| TOTAL |                      |      | 536    | 1811 | 221 | 517  | 38 | 247 | .285 |

## Ligas Invernales
Equipos en los que actuó por las diferentes Ligas Invernales.
| Equipo                   | Liga                                                   | País                               | Temporada |
| ------------------------ | ------------------------------------------------------ | ---------------------------------- | --------- |
| Tigres de Cartagena      | Liga Profesional de Béisbol Colombiano                 | Bandera de Colombia                | 2012-13   |
| Tigres de Cartagena      | Liga Profesional de Béisbol Colombiano                 | Bandera de Colombia                | 2013-14   |
| Tigres de Cartagena      | Liga Profesional de Béisbol Colombiano                 | Bandera de Colombia                | 2014-15   |
| Tigres de Cartagena      | Liga Profesional de Béisbol Colombiano                 | Bandera de Colombia                | 2015-16   |
| Venados de Mazatlán      | Liga Mexicana del Pacífico                             | Bandera de México                  | 2015-16   |
| Leones del Caracas       | Liga Venezolana de Béisbol Profesional                 | Bandera de Venezuela               | 2018-19   |
| Caimanes de Barranquilla | Liga Profesional de Béisbol Colombiano                 | Bandera de Colombia                | 2019-20   |
| Caimanes de Barranquilla | Liga Profesional de Béisbol Colombiano                 | Bandera de Colombia                | 2020-21   |
| Caimanes de Barranquilla | Liga Profesional de Béisbol Colombiano                 | Bandera de Colombia                | 2021-22   |
| Caimanes de Barranquilla | Liga Profesional de Béisbol Colombiano                 | Bandera de Colombia                | 2022-23   |
| Caimanes de Barranquilla | Liga Profesional de Béisbol Colombiano                 | Bandera de Colombia                | 2023-24   |
| Leones del Caracas       | Liga Venezolana de Béisbol Profesional (Semifinal)     | Bandera de Venezuela               | 2023-24   |
| Tiburones de La Guaira   | Liga Venezolana de Béisbol Profesional (Final)         | Bandera de Venezuela               | 2023-24   |
| Caimanes de Barranquilla | Liga Profesional de Beisbol Colombiano                 | Bandera de Colombia                | 2024-25   |
| Águilas Cibaeñas         | Liga de Béisbol Profesional de la República Dominicana | Bandera de la República Dominicana | 2024-25   |
| Tigres del Licey         | Liga de Béisbol Profesional de la República Dominicana | Bandera de la República Dominicana | 2024-25   |

## Estadísticas de bateo en Colombia
| Año     | Equipo                   | VB  | C   | Hits | HR | CI | BA   |
| ------- | ------------------------ | --- | --- | ---- | -- | -- | ---- |
| 2012-13 | Tigres de Cartagena      | 115 | 10  | 25   | 1  | 11 | .217 |
| 2013-14 | Tigres de Cartagena      | 134 | 23  | 43   | 1  | 16 | .321 |
| 2014-15 | Tigres de Cartagena      | 70  | 11  | 14   | 0  | 4  | .200 |
| 2015-16 | Tigres de Cartagena      | 62  | 10  | 23   | 0  | 8  | .371 |
| 2020-21 | Caimanes de Barranquilla | 79  | 19  | 29   | 1  | 15 | .367 |
| 2021-22 | Caimanes de Barranquilla | 117 | 26  | 41   | 5  | 26 | .350 |
| 2022-23 | Caimanes de Barranquilla | 59  | 6   | 14   | 1  | 8  | .237 |
| 2023-24 | Caimanes de Barranquilla | 58  | 11  | 17   | 0  | 4  | .293 |
| 2024-25 | Caimanes de Barranquilla | 50  | 9   | 10   | 0  | 3  | .200 |
| TOTAL   |                          | 744 | 125 | 216  | 9  | 95 | .290 |

## Logros
- Liga Colombiana de Béisbol Profesional:
  - Campeón 2013-14 con Tigres de Cartagena
  - Subcampeón 2012-13 con Tigres de Cartagena
  - Campeón 2020-21 con Caimanes de Barranquilla
  - Campeón 2021-22 con Caimanes de Barranquilla
  - Subcampeón 2022-23 con Tigres de Cartagena
  - Campeón 2023-24 con Caimanes de Barranquilla
- Serie del Caribe
  - Campeón Serie del Caribe 2022 con Caimanes de Barranquilla